# Puerto Lápice (kommun)
Puerto Lápice är en kommun i Spanien.   Den ligger i provinsen Provincia de Ciudad Real och regionen Kastilien-La Mancha, i den centrala delen av landet, 130 km söder om huvudstaden Madrid. Antalet invånare är 1 019. Arean är 55 kvadratkilometer.
Terrängen i Puerto Lápice är platt.